# 디앤드리 조던
하이랜드 디앤드리 조던 주니어(영어: Hyland DeAndre Jordan Jr., 1988년 7월 21일~)는 미국의 농구 선수로 포지션은 센터이다. 현재 전미 농구 협회(NBA)의 필라델피아 세븐티식서스 소속으로 뛰고 있다.
2008년 NBA 드래프트에서 2라운드 전체 35위로 로스앤젤레스 클리퍼스의 지명을 받았다. 그는 2018년 7월 자유계약(FA) 신분으로 댈러스 매버릭스와 계약하기 전에 클리퍼스에서 10시즌을 활약했다. 2019년 1월에 뉴욕 닉스로 트레이드되었고 같은 해 7월에 브루클린 네츠로 이적했다. 2021년 9월 디트로이트 피스턴스로 이적했으나 바이아웃하여 같은 달에 로스앤젤레스 레이커스와 계약을 맺었다. 이후 2022년 3월 레이커스에서 방출되었고 이후 필라델피아 세븐티식서스로 이적했다.
미국 U-19 대표팀 소속으로 2007년 세계 주니어 선수권 대회에서 준우승을 했으며, 미국 드림팀의 일원으로 2016년 하계 올림픽에 참가하여 금메달을 획득했다.